# NESARA
Zákon o národní ekonomické bezpečnosti a obnově (anglicky National Economic Security and Recovery Act, zkratka NESARA) byl soubor ekonomických reforem navržených ve Spojených státech v 90. letech 20. století Harveyem Francisem Barnardem. Barnard tvrdil, že návrhy, které zahrnovaly nahrazení daně z příjmu národní daní z prodeje, zrušení složeného úročení u zajištěných úvěrů a návrat k bimetalovému měnovému standardu, povedou k nulové inflaci a stabilnější ekonomice. Návrh nikdy nebyl předložen Kongresu.
Později se NESARA stala známější jako předmět konspirační teorie podobné kultu, kterou propagovala Shaini Candace Goodwinová, známá také jako "Holubice jednoty" (angl. Dove of Oneness). Ta prohlašovala, že návrh byl ve skutečnosti přijat s dalšími ustanoveními jako Zákon o národní ekonomické bezpečnosti a reformě a poté zrušen administrativou George W. Bushe a Nejvyšším soudem USA. Konspirační e-maily Goodwinové byly přeloženy do několika jazyků a na internetu vzbudily určitý zájem.

## Návrh měnové reformy
Harvey Francis Barnard (1941-2005), absolvent systémové filozofie na Louisianské státní univerzitě, stavební konzultant a učitel, vytvořil návrh NESARA na přelomu 80. a 90. let 20. století. Nechal vytisknout 1 000 kopií textu s názvem Draining the Swamp: Monetary and Fiscal Policy Reform (Vysušování bažiny: Reforma měnové a fiskální politiky, 1996) a rozeslal je členům Kongresu, přičemž věřil, že díky svým přednostem rychle projde. Na základě teorie, že rozhodujícím ekonomickým faktorem omezujícím ekonomiku je dluh a složený úrok je "morální zlo" a hlavní důvod zadlužování, se Barnard v průběhu 90. let 20. století pokusil ještě několikrát upozornit politiky na problémy, které viděl v americké ekonomice, a na svůj návrh obnovy ekonomiky založený na svých zjištěních. Když neuspěl, rozhodl se v roce 2000 uvolnit návrh pro veřejnost na internetu. V roce 2001 založil Institut NESARA a v roce 2005 vydal druhé vydání své knihy, kterou přejmenoval na Draining the Swamp: The NESARA Story – Monetary and Fiscal Policy Reform (Vysušování bažiny: Příběh NESARA - Reforma měnové a fiskální politiky).

## Holubice jednoty
Brzy poté, co Barnard zveřejnil NESARA na internetu, začala o tom na internetových fórech psát uživatelka známá jako "Dove of Oneness". "Holubice jednoty" byla později identifikována jako Shaini Candace Goodwinová, bývalá studentka Ramthovy školy osvícení, v médiích označovaná jako "královna kyberkultu". Podle jejích webových stránek návrh NESARA v Kongresu zůstal bez povšimnutí, až byl nakonec v březnu 2000 na tajném zasedání schválen a podepsán prezidentem Billem Clintonem. Tvrdí, že nový zákon měl být uveden v platnost 11. září 2001 v 10 hodin dopoledne, ale že počítače s daty (příjemců bilionů dolarů z "fondů prosperity") byly zničeny ve druhém patře jedné z věží Světového obchodního centra v New Yorku během teroristických útoků. Dřívější příkaz k mlčenlivosti vydaný Nejvyšším soudem o tom údajně pod trestem smrti zakazoval hovořit jakýmkoli oficiálním či soukromým zdrojům." Goodwinová se odvolávala na tzv. "bílé rytíře", většinou vysoce postavené vojenské činitele, kteří od té doby bojují za to, aby byl zákon realizován i přes odpor prezidenta George W. Bushe. Goodwinová údajně věří, že Bush zinscenoval útoky z 11. září a válku v Iráku, aby odvedl pozornost od NESARA. Její vlastní výklad jde daleko za Barnardův návrh. Podle ní NESARA anuluje všechny osobní dluhy, ruší daňový úřad, vyhlašuje světový mír a vyžaduje nové prezidentské a kongresové volby. Goodwinová opakovaně tvrdila, že se Bushovi úředníci pokoušeli nabourat její webové stránky, aby jí zabránili ve zveřejnění zákona.

### Další vývoj
Po Goodwinové se NESARA chytili další internetoví konspirační teoretici. Jeden z nich, Sheldan Nidle, spojuje blížící se oznámení NESARA se svým letitým proroctvím o brzké významné návštěvě laskavých mimozemšťanů (příležitostně ve svých zprávách na webu, ale spíše ve videích, na seminářích a veřejných vystoupeních). Jennifer Lee, která na svých dnes již neexistujících stránkách téměř denně zveřejňovala internetové zprávy o stavu NESARA, hovořila o řadě mimozemských a "interdimenzionálních" bytostí, které v zákulisí pomáhají s vyhlášením NESARA. Zesnulá internetová konspirační teoretička Sherry Shrinerová, která provozovala několik internetových stránek, viděla v NESARA spojení se zlovolnými mimozemskými reptiliány, o nichž tvrdila, že dlouhodobě ovládají vládu USA.
Existují skupiny NESARA a přitahují pozornost tisku v Utahu, a v Nizozemsku. Členové těchto skupin se scházejí, aby diskutovali o stavu NESARA, četli různé zprávy, pořádali protesty a rozdávali veřejnosti letáky. Goodwinová tvrdí, že skupiny NESARA jsou v několika zemích a státech USA včetně Kalifornie, Washingtonu, Arizony a Texasu, a uvádí stovky fotografických důkazů, na nichž jsou zachyceni lidé na veřejných protestech s transparenty NESARA. Není však jasné, do jaké míry si lidé držící transparenty uvědomují, co NESARA je, ani jak dlouho byly tyto skupiny aktivní. Washingtonský deník The News Tribune vysledoval příběh, který se skrývá přinejmenším za některými z těchto fotografií (nákladní auta jezdící po Washingtonu s nápisem "NESARA Announcement Now!"), a zjistil, že byly součástí reklamní kampaně v hodnotě 40 000 dolarů, kterou údajně zaplatil starší obyvatel San Francisca, jenž Goodwinové přispěl.